# Polydesmus almassyi
Polydesmus almassyi är en mångfotingart som beskrevs av Carl Graf Attems 1904. Polydesmus almassyi ingår i släktet Polydesmus och familjen plattdubbelfotingar. Inga underarter finns listade i Catalogue of Life.